# Сент-Аджютори
Сент-Аджютори́ (фр. Saint-Adjutory) — коммуна во Франции, находится в регионе Пуату — Шаранта. Департамент — Шаранта. Входит в состав кантона Монтамбёф. Округ коммуны — Конфолан.
Код INSEE коммуны — 16293.

## География
Коммуна расположена приблизительно в 380 км к югу от Парижа, в 95 км южнее Пуатье, в 28 км к северо-востоку от Ангулема.
Около 40 % территории коммуны покрыто лесами, остальную площадь занимают посевы кормовых культур и пастбища домашнего скота.

## Население
Население коммуны на 2008 год составляло 360 человек.
| 1962 | 1968 | 1975 | 1982 | 1990 | 1999 | 2008 |
| ---- | ---- | ---- | ---- | ---- | ---- | ---- |
| 437  | 418  | 388  | 361  | 334  | 349  | 360  |

## Экономика
В 2007 году среди 218 человек в трудоспособном возрасте (15—64 лет) 160 были экономически активными, 58 — неактивными (показатель активности — 73,4 %, в 1999 году было 66,5 %). Из 160 активных работали 143 человека (75 мужчин и 68 женщин), безработных было 17 (10 мужчин и 7 женщин). Среди 58 неактивных 13 человек были учениками или студентами, 25 — пенсионерами, 20 были неактивными по другим причинам.

## Достопримечательности
- Приходская церковь Сен-Мексан
  - Бронзовый колокол (1627 год). На колокол нанесена надпись +IHS MARIA. S.MAISSANT DE SESTORY 1627. CLAUDE DAUPHIN, ESCUYER, SIEUR DE LA KADOVE, PARIN. DAMOYSELLE SUSANNE BARDOUNEAU, FAME DE CHARLES JULIEN CHEVALIER SEIGNEUR DU MENYER. Исторический памятник с 1944 года[3]

## Фотогалерея

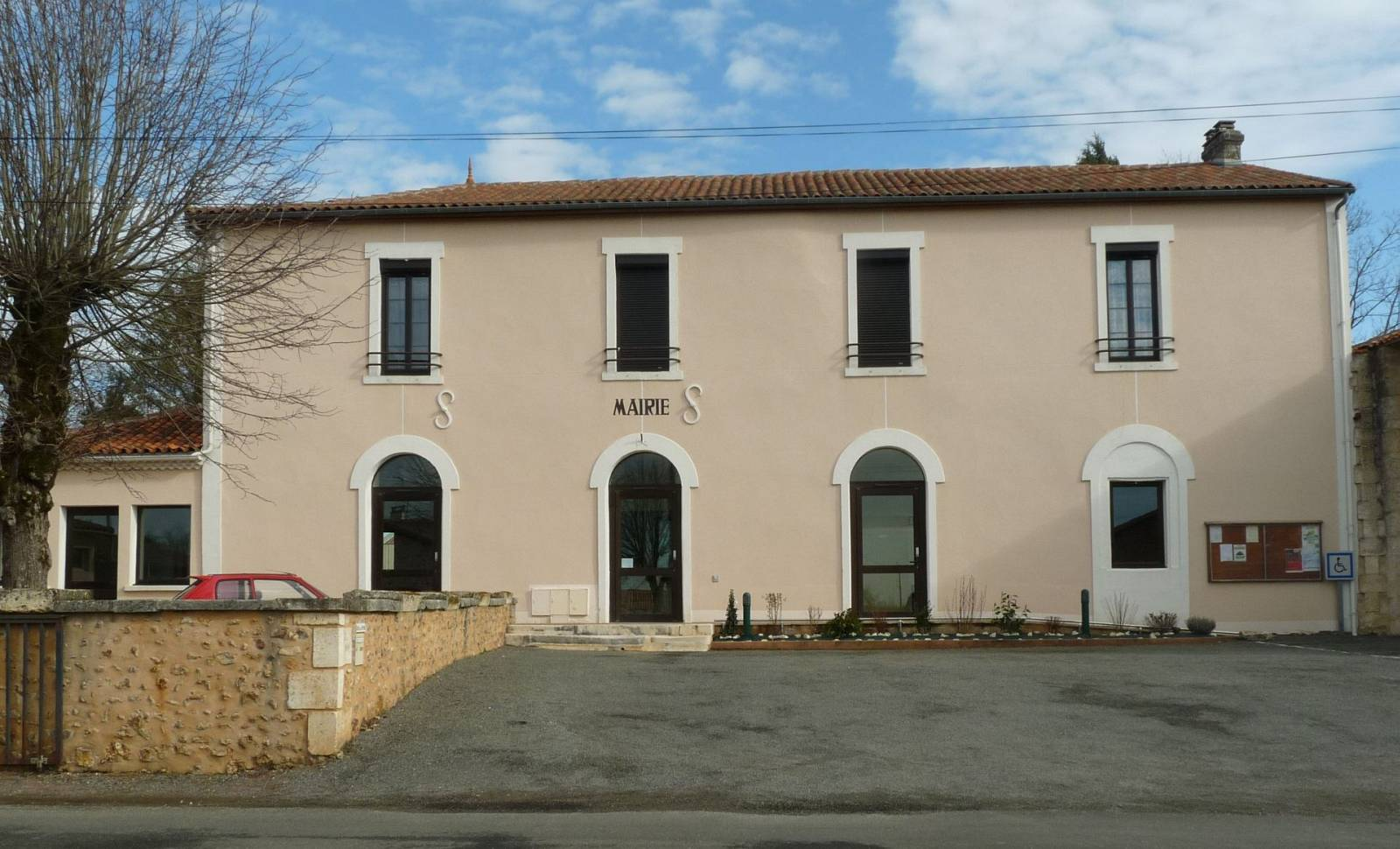
Мэрия
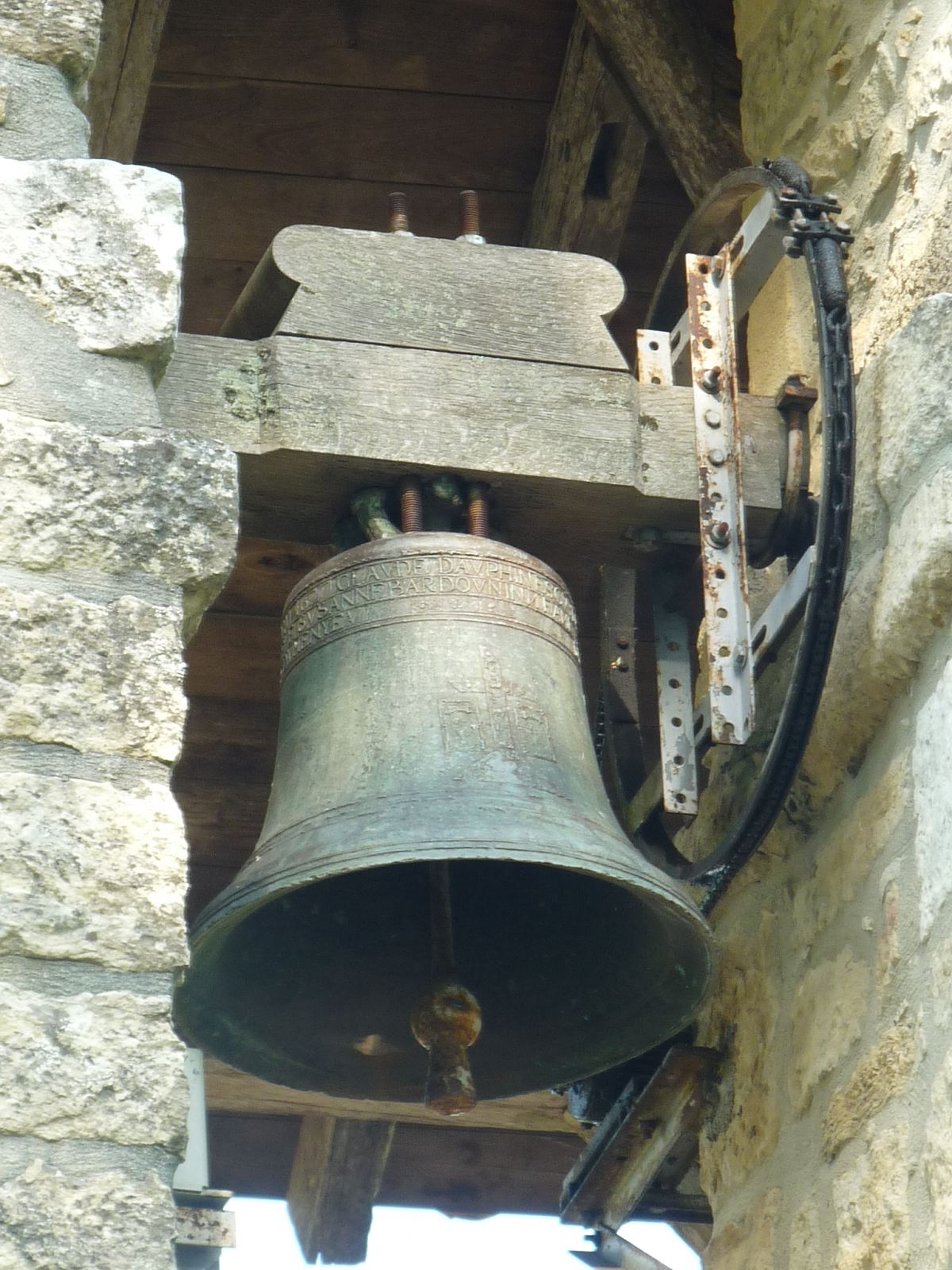
Бронзовый колокол
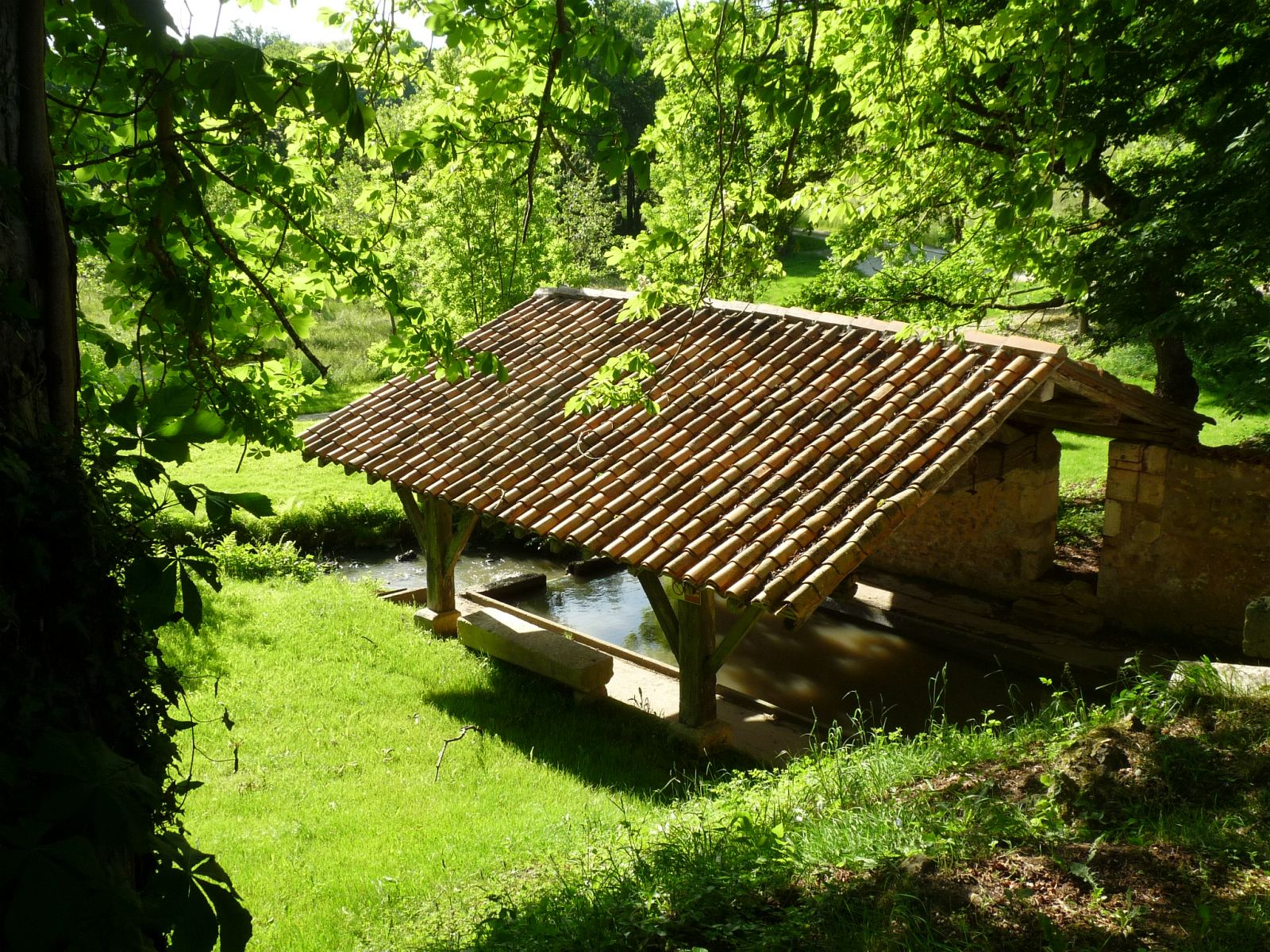
Прачечная